# リパロヴェナトル
リパロヴェナトル（学名：Riparovenator）は、約1億2900万年前から約1億2500万年前ごろの前期白亜紀のヨーロッパに生息した、スピノサウルス科バリオニクス亜科に属する獣脚類の恐竜の属。イギリスのワイト島に分布するウェセックス層から断片的な化石が産出しており、2021年に新属新種として記載された。属名は「川岸の狩人」を意味する。推定全長は約7.5メートルと考えられている。

## 発見と命名

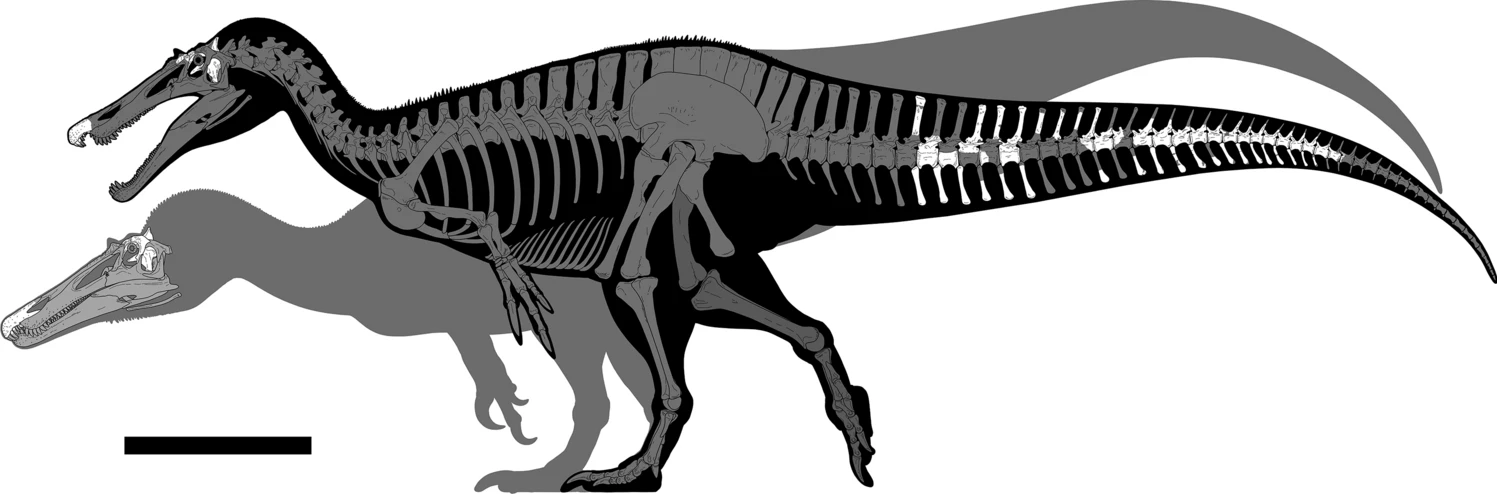
ケラトスコプス（奥）とリパロヴェナトル（手前）の発見部位

2013年から2017年にかけて、ワイト島南西部の海岸で未同定のスピノサウルス科の化石が発見され、ダイナソー・アイルに所蔵された。これらの化石は長らくバリオニクスに分類されていたが、2021年にリパロヴェナトル・ミルネラエとしてケラトスコプスと共に記載・命名された。属名は「川岸の狩人」を意味し、種小名はイギリスの恐竜学者アンジェラ・ミルナーにちなむ。
ホロタイプ標本は前上顎骨体(IWCMS 2014.95.6)、関節しない頭蓋(IWCMS 2014.96.1, 2; 2020.448.1, 2)、部分的な涙骨および前前頭骨(IWCMS 2014.96.3)から構成される。本属に割り当てられた標本には鼻骨の後側断片(IWCMS 2014.95.7)、一連の尾椎骨(IWCMS 2020.447.1-39)がある。これらの化石はBrighstone砂岩とChilton Chine砂岩の間の層やその付近で産出しており、当該の層にしては植物片の乏しい母岩から得られている。

## 特徴

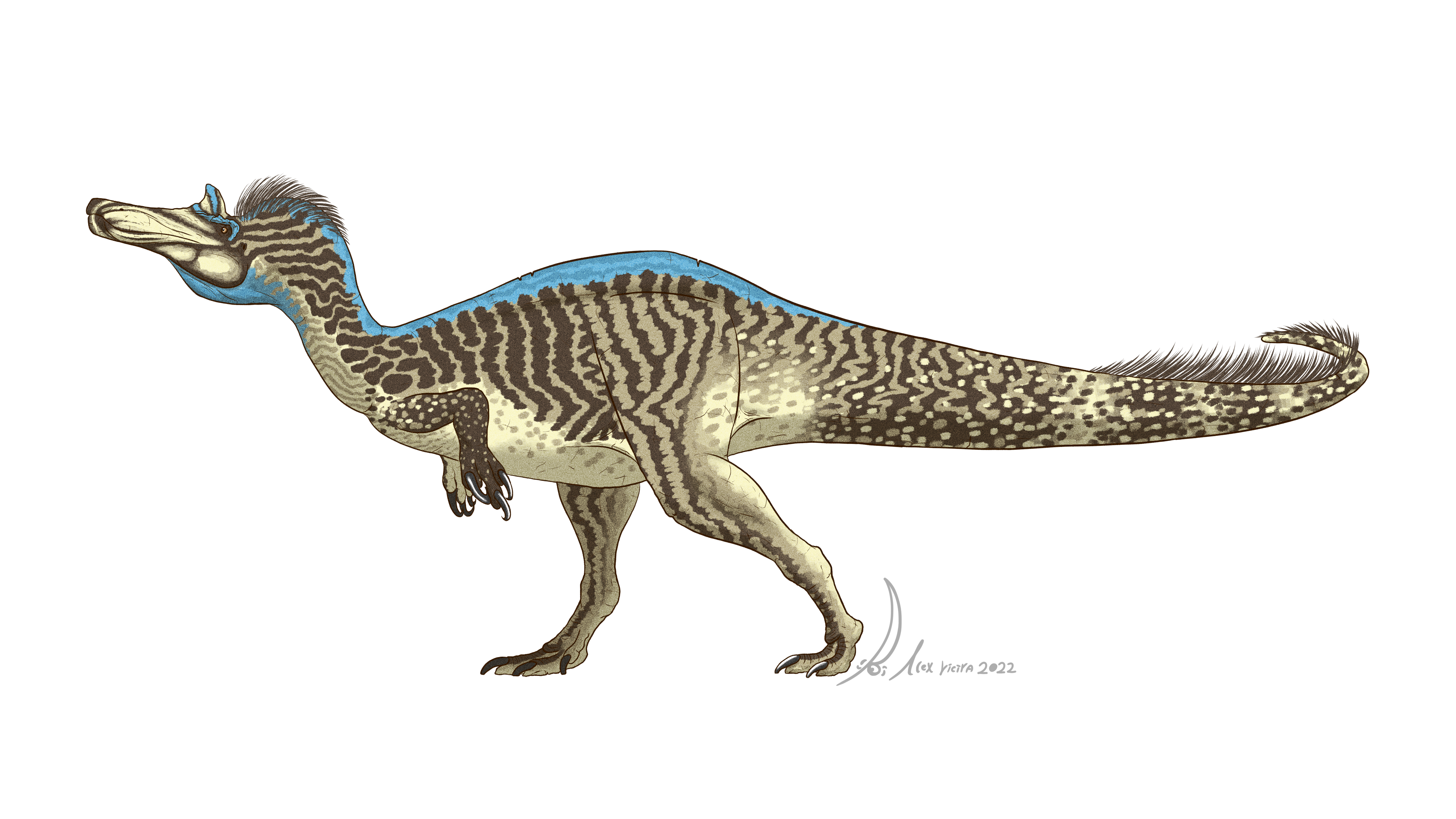
生体想像復元図

本属種の固有派生形質は記載されていない一方で、他のバリオニクス亜科からの識別を可能とする形質の組み合わせが記載されている。具体的には、外側から見て鼻骨の前額突起の背側縁が湾曲する点（バリオニクスでは直線状）、蝶形骨のトルコ鞍を構成するdorsum sellaesの背側縁が直線状である点（バリオニクスやケラトスコプスではV字型）、後頭関節丘の外後頭部の間隙が狭い（ケラトスコプスおよびスコミムス?と一致しバリオニクスと不一致）、内外側に厚い鶏冠が下顎頸部の切痕を区切る点（バリオニクスと一致しスコミムス?およびケラトスコプスと不一致）、腹側から見て基翼状突起の外側縁が凹状をなす点が挙げられる。

## 系統
最大節約法を用いた系統解析では、リパロヴェナトルはバリオニクス亜科に置かれ、ケラトスコプスとの姉妹群をなした。このことはスピノサウルス科のヨーロッパ起源説を補強するものであり、バリオニクス亜科のスコミムスの祖先とスピノサウルス亜科のシギルマッササウルスおよびスピノサウルスの祖先は、それぞれ別個にアフリカ大陸へ進出したことが示唆される。

|  | ML1190 (=イベロスピナス) |
|  |                          |
|  | バリオニクス             |
|  |                          |

|  | スコミムス                                                          |
|  |                                                                     |
|  | \| \| リパロヴェナトル \| \| \| \| \| \| ケラトスコプス \| \| \| \| |
|  |                                                                     |
|  | リパロヴェナトル                                                    |
|  |                                                                     |
|  | ケラトスコプス                                                      |
|  |                                                                     |

|  | リパロヴェナトル |
|  |                  |
|  | ケラトスコプス   |
|  |                  |

|  | ML1190 (=イベロスピナス) |
|  |                          |
|  | バリオニクス             |
|  |                          |

|  | スコミムス                                                          |
|  |                                                                     |
|  | \| \| リパロヴェナトル \| \| \| \| \| \| ケラトスコプス \| \| \| \| |
|  |                                                                     |
|  | リパロヴェナトル                                                    |
|  |                                                                     |
|  | ケラトスコプス                                                      |
|  |                                                                     |

|  | リパロヴェナトル |
|  |                  |
|  | ケラトスコプス   |
|  |                  |